# Équipe de Belgique de hockey sur gazon en 2019
Maillots
Chronologie
Saison précédente Saison suivante
Du 19 janvier au 23 octobre 2019, l'équipe de Belgique de hockey sur gazon participe à la Ligue professionnelle 2019 et à l'Euro 2019.

## Objectifs
Les objectifs de cette saison 2019 sont:
- De gagner la Ligue professionnelle 2019.
- De se qualifier pour les Jeux olympiques 2020 via l'Euro 2019.

## Résumé de la saison
Le 19 décembre 2018, Shane McLeod a donc remis sa liste de 26 joueurs dans laquelle il n’y aucune surprise. A côté des 20 champions du monde (dont John-John Dohmen, qui se remet de sa pneumonie, et Emmanuel Stockbroekx, déchirure de 44 mm à l’ischio), on retrouve les joueurs du groupe élargi qui avaient préparé la compétition indienne avec Tanguy Cosyns, Maxime Plennevaux, Dorian Thiéry, Amaury Keusters, Nicolas Poncelet et Amaury Timmermans, comme 3e gardien. Certaines sources avaient évoqué le retrait temporaire (1 an) de Simon Gougnard pour raisons professionnelles mais le milieu de terrain du Waterloo Ducks figure bel et bien dans la sélection.
Le 16 janvier 2019, Shane McLeod a annoncé, en début d’après-midi, sa sélection pour la première phase de la Pro League qui emmènera son équipe en Espagne (19/01), en Argentine (26/01), en Nouvelle-Zélande (01/02) et en Australie (03/02). Le coach néo-zélandais partira, demain, durant un peu moins de 3 semaines, avec un groupe composé de 20 joueurs. Et surprise dans la liste publiée, avec l’absence de John-John Dohmen, qui avait déjà dû déclarer forfait durant la Coupe du monde en raison d’une pneumonie.
Le 19 janvier 2019, c’est devant des tribunes bien remplies (environ 3.500 supporters dont une petite centaine de Belges dont les Old Lions qui joueront un match exhibition dans l’après-midi) et sous un généreux soleil que la Belgique et l’Espagne ont disputé la rencontre inaugurale de la Pro League, le nouveau format de compétition de la FIH. Privés de Felix Denayer et de Cédric Charlier (tous deux malades durant la semaine), les Red Lions débutaient la partie sur un tempo mineur. Cette rencontre est perdue aux shoots-outs (2-0) après le partage (2-2).
Le 25 janvier 2019, après avoir loupé le premier duel de la Pro League, samedi dernier, à Valence (ils étaient tous les deux malades), Felix Denayer et Cédric Charlier effectueront leur grand retour sur le terrain, ce samedi, à Cordoba, pour le deuxième match de la compétition face à l’Argentine (22h15, heure belge). Ce sont Sébastien Dockier et Nicolas Poncelet qui assisteront à la rencontre depuis les tribunes.
Le 26 janvier 2019, après leur désillusion de samedi dernier, face à l’Espagne, les joueurs belges n’avaient qu’un seul objectif pour leur deuxième rencontre de la Pro League, à Cordoba. Ils voulaient enfin remporter un premier succès dans la compétition face aux Argentins, devant leur public (près de 6.000 spectateurs garnissaient les tribunes). Cette rencontre est gagnée (2-4).
Le 1er février 2019, après le succès des Panthères (0-1), les Lions avaient également à cœur de remporter un nouveau succès dans la Pro League et confirmer, au passage, leur première place au classement provisoire de la compétition. Cette rencontre est gagnée aux shoots-outs (2-4) après le partage (4-4).
Le 3 février 2019, c’est à Melbourne, et sous une température de 38°c, que les joueurs belges ponctuaient la première partie de la Pro League en disputant leur 4e rencontre de la compétition face à la deuxième nation mondiale. Cette rencontre est gagnée (1-4).
Le 26 février 2019, une équipe belge expérimentale avec une majorité de U21, deux champions du monde, Antoine Kina, Augustin Meurmans mais aussi Maxime Plennevaux et Amaury Timmermans dans les buts ont affronté, cet après-midi, dans les installations du Beerschot, la Russie. Cette rencontre amicale est remportée (3-0).
Le 3 avril 2019, Shane McLeod a dévoilé, ce mercredi, sa sélection pour la rencontre de Pro League qui opposera la Belgique à l’Espagne le 10 avril prochain (20h30), à Uccle Sport. Un groupe dans lequel on note les absences de Thomas Briels, John-John Dohmen et Florent van Aubel.
Le 10 avril 2019, pour leur première rencontre à domicile depuis leur titre de champions du monde, les Red Lions avaient à cœur de proposer une prestation digne de leur nouveau statut aux 2.500 supporters qui avaient rallié les installations d’Uccle Sport pour ce duel face à l’Espagne.
Le 14 mai 2019, La compétition domestique terminée, les Red Lions vont entamer la dernière ligne droite de la Pro League qui devrait les mener vers le Grand Final, fin juin. Ce dimanche, ils rencontreront la Grande-Bretagne, à Londres. Shane McLeod a donc annoncé sa sélection de 18 joueurs dans laquelle manquent évidemment les internationaux qui évoluent en Hoofdklasse (Arthur van Doren, Emmanuel Stockbroekx, Tanguy Cosyns et Maxime Plennevaux) et qui disputeront leurs demi-finales, mercredi, samedi et éventuellement dimanche. Felix Denayer, légèrement blessé, fera également l’impasse sur le déplacement. Dans le groupe, on note le retour de John-John Dohmen mais aussi la présence de Simon Gougnard, blessé durant les playoffs.
Le 19 mai 2019, pour le retour à la Pro League, les joueurs belges héritaient d’un déplacement toujours délicat au Lee Valley Stadium de Londres. Cette rencontre est gagnée (0-4).
Le 30 mai 2019, après avoir soigné leur prestation à Londres (0-4), il y a 10 jours, les protégés de Shane McLeod entendaient bien remettre le couvert lors de la manche retour de cet affrontement face à la Grande-Bretagne. Cette rencontre est remportée (4-2).
Le 2 juin 2019, après la démonstration des joueurs belges lors de leurs 3 dernières sorties en Pro League, c’est un gros morceau qui se dressait sur leur route avec la visite, à Wilrijk, de l’Allemagne. Cette rencontre est perdue aux shoots-outs (3-4) après le partage (4-4).
Le 8 juin 2019, pour leur 9e rencontre de Pro League, les joueurs de Shane McLeod recevaient, à Wilrijk, les Pays-Bas. Un duel au parfum de revanche puisque la dernière rencontre entre les deux pays avait permis à la Belgique de emporter le titre de champion du monde. Cette rencontre est perdue (0-4).
Le 9 juin 2019, après leur première défaite dans la compétition (0-4), samedi, à Wilrijk, face aux Néerlandais, les protégés de Shane McLeod souhaitaient évidemment corriger le tir lors de leur visite à Bois-le-Duc. Cette rencontre est perdue (4-3).
Le 11 juin 2019, pour le duel face à l’Allemagne de ce mercredi, Shane McLeod fera tourner son effectif comme il le fait déjà depuis le début de la Pro League. Florent van Aubel (qui souffre d’une infection au doigt et qui consultera un spécialiste ce mercredi), Augustin Meurmans, Arthur de Sloover, Thomas Briels et Nicolas Poncelet seront donc laissés au repos, mercredi. Alexander Hendrickx (qui a manqué cruellement à l’équipe, dimanche), Tanguy Cosyns, Simon Gougnard et Nicolas de Kerpel sont de retour dans les 18.
Le 12 juin 2019, même si la Belgique occupait toujours la 2e place au classement après ses 2 défaites du week-end face aux Pays-Bas, elle avait à cœur de corriger le tir lors de son déplacement à Krefeld. Cette rencontre est gagnée (0-8).
Le 14 juin 2019, après le large succès face à l’Allemagne, mercredi soir, à Krefeld, les Red Lions recevront la Nouvelle-Zélande, dimanche, à Wilrijk, avec la ferme intention de remporter un 7e succès dans cette Pro League. Comme à son habitude, Shane McLeod fera tourner son effectif et laissera au repos John-John Dohmen (légèrement blessé), Gauthier Boccard, Tom Boon (et c’est la première fois dans la compétition) et Nicolas Poncelet.
Le 16 juin 2019, après la correction infligée à l’Allemagne (0-8), mercredi, la seule question du jour, à Wilrijk, était : « Combien de temps les Black Sticks allaient-ils tenir avant d’encaisser un but dans cette rencontre ? » Cette rencontre est gagnée (4-0) et les belges accèdent au Final Four de la Pro League.
Le 17 juin 2019, mauvaise nouvelle pour Shane McLeod qui devra se passer d’un nouveau joueur pour le Grand Final, à Amsterdam, le 28 et 30 juin prochain. En effet, après Florent van Aubel qui ne devrait pas avoir récupéré après son opération à la main, jeudi dernier, c’est Nicolas de Kerpel qui sera indisponible pour une période de 4 à 6 semaines.
Le 18 juin 2019, la rencontre de mercredi face aux Kookaburras sera déterminante pour la première place de la Pro League. Les Red Lions viseront un 8e succès dans la compétition avant de recevoir, dimanche, l’Argentine. Pour ce duel, Shane McLeod devra se passer de Florent van Aubel (qui récupère de son opération à la main) et de Nicolas de Kerpel (entorse à la cheville) et il laissera au repos Augustin Meurmans, Manu Stockbroekx et Nicolas Poncelet.
Le 19 juin 2019, le match face à l’Australie ne constituait pas seulement un duel de prestige pour les joueurs belges. Il était déterminant pour terminer à la 1e place du classement de la Pro League et ainsi affronter le 4e lors des demi-finales, à Amsterdam, vendredi prochain. Cette rencontre est perdue (0-2).
Le 21 juin 2019, pour la rencontre de dimanche (13h30), Shane McLeod devra se passer de ses deux blessés, Florent van Aubel (dans le plâtre à la suite de son opération à la main) et Nicolas de Kerpel (entorse à la cheville). Il laissera, également, au repos Victor Wegnez (ce sera une première dans cette Pro League), Emmanuel Stockbroekx et Alexander Hendrickx. En raison de l’absence de Vincent Vanasch, c’est Amaury Timmermans qui prendra place sur le banc comme 2e gardien.
Le 23 juin 2019, cette dernière rencontre de la phase régulière de la Pro League était importante pour les 2 équipes. Les Argentins avaient impérativement besoin de points pour confirmer leur place dans le Grand Final tandis que le résultat final de ce duel allait figer le classement et la place dans le top 4. Cette rencontre est gagnée (4-1) et les Belges défieront les Pays-Bas en demi-finale.
Le 25 juin 2019, Shane McLeod a communiqué sa sélection pour le dernier carré de la Pro League qui débute, ce vendredi, avec les demi-finales qui opposeront l’Australie à la Grande-Bretagne et la Belgique aux Pays-Bas. Une liste de 19 joueurs dans laquelle on retrouve, comme attendu, Florent van Aubel, de retour, 15 jours après avoir été opéré à la main. L’attaquant anversois nous avait confié, dimanche dernier, après la victoire face à l’Argentine qu’il serait prêt pour la phase finale de la compétition. On note, en revanche l’absence pour ce Grand Final de Emmanuel Stockbroekx qui ne sera pas à Amsterdam, ce week-end. De son côté, Nicolas de Kerpel (entorse à la cheville) poursuit sa rééducation.
Le 28 juin 2019, la seconde demi-finale de cette première édition de la Pro League était certainement la plus attendue de ce vendredi après-midi avec le nouveau « classique » du hockey mondial entre la Belgique et les Pays-Bas. Un duel au sommet entre deux équipes qui se connaissent sur le bout des doigts. Cette rencontre est gagnée (1-3) et les belges défieront l'Australie en finale.
Le 30 juin 2019, sept mois après avoir remporté la Coupe du monde, en Inde, la Belgique entendait bien remporter son 2e titre majeur et inscrire son nom au palmarès de la première édition de la Pro League. Mais face à l’Australie, en toute grande forme depuis quelques semaines, la mission s’annonçait délicate. Privés de Thomas Briels (blessé au coude), cette rencontre est perdue (2-3).
Le 4 août 2019, les joueurs belges ont partagé l’enjeu, ce dimanche soir, face à l’Allemagne (2-2) en match de préparation pour l’Euro, à Anvers, lors d’une rencontre disputée à huis clos (buts de Maxime Plennevaux et de Loïck Luypaert sur stroke).
Le 6 août 2019, Après avoir partagé l’enjeu (2-2), ce dimanche, face à l’Allemagne, les Red Lions sont parvenus à s’imposer 2-1, mardi, lors de la seconde rencontre entre les 2 pays avec des buts de Thomas Briels et Tom Boon. Shane McLeod s’est clairement arraché les cheveux pour coucher sur papier une liste de 18 joueurs. Il a finalement tranché et il laissera sur le côté Sébastien Dockier (qui ratera son premier tournoi depuis de longues années), Tanguy Cosyns, Maxime Plennevaux, Augustin Meurmans et Nicolas Poncelet. Emmanuel Stockbroekx qui avait loupé le Grand Final de la Pro League après avoir connu une baisse de régime effectue son retour dans le groupe.
Le 9 août 2019, A une semaine du coup d’envoi du Championnat d’Europe, à Anvers, les joueurs de Shane McLeod terminent leur préparation en affinant certains détails et aspects de leur jeu. Ils ont remporté leur premier duel face à la Malaisie (5-1).
Le 12 août 2019, même si on ne doit jamais accorder trop de crédits aux rencontres de préparation, les joueurs belges ont démontré qu’ils étaient en plein forme et parfaitement prêts à 4 jours de leur première rencontre de l’Euro, face à l’Espagne. Cette rencontre amicale est gagnée (8-0).
Le 16 août 2019, les Red Lions n’ont pas loupé leur entame de Championnat d’Europe. Ils ont répondu présent, d’entrée de jeu, en proposant une prestation appliquée et efficace face à une équipe espagnole qui a pourtant fait bien plus que se défendre pour cette rencontre inaugurale de la compétition disputée devant un peu moins de 6.000 spectateurs. Cette rencontre est gagnée (5-0).
Le 18 août 2019, après le large succès de ce vendredi face à l’Espagne (5-0), les joueurs belges pouvaient déjà valider leur ticket pour le dernier carré en remportant un 2e succès face à l’Angleterre. Cette rencontre est gagnée (2-0).
Le 20 août 2019, après ses deux premiers succès dans le tournoi, et une place assurée en demi-finale, la Belgique souhaitait évidemment terminer la phase de groupe en remportant une 3e victoire face au Pays de Galles. Cette rencontre est gagnée (6-0) et les belges défieront l'Allemagne en demi-finale.
Le 22 août 2019, les protégés de Shane McLeod ont tremblé. Ils ont souffert pour émerger lors de leur demi-finale face à l’Allemagne. Alors qu’ils étaient bien évidemment attendus au tournant comme grandissimes favoris de ce championnat d’Europe, à Anvers, ils espéraient réussir le match parfait et rapidement se mettre à l’abri pour atteindre la 3e finale européenne de leur histoire (après 2013 et 2017). Cette rencontre est gagnée (4-2) et les belges défieront l'Espagne en finale pour une place directe aux Jeux olympiques.
Le 24 août 2019, ils étaient attendu au tournant et ils n’ont pas tremblé. Les joueurs belges ont remporté avec panache et maitrise une finale qui ne pouvait pas leur échapper (5-0). La Belgique réussit donc un doublé exceptionnel, 8 mois seulement après leur sacre de champion du monde. Opposés à l’Espagne, qui avait réussi à surprendre les Pays-Bas, lors de la demi-finale, ils ont appliqué leurs fondamentaux dès le coup d’envoi. Bien en place défensivement, tranchants dans la construction, percutants dans le press et la récupération de balle, ils ont livré un match parfait pour décrocher leur premier titre européen de leur histoire après leur tentatives infructueuses de 2013 et 2017. Ils se sont qualifiés directement pour les Jeux olympiques. Outre leur titre de champion d’Europe de hockey, samedi à Anvers, les Red Lions ont fait main basse sur la plupart des trophées individuels lors de la remise des prix individuels suivant leur finale remportée 5-0 contre l’Espagne. Sans surprise, Vincent Vanasch a, à nouveau, été élu meilleur gardien du tournoi (comme en 2017, à Amsterdam), tandis que Victor Wegnez s’est imposé dans la catégorie que meilleur joueur. De leur côté, Alexander Hendrickx et Tom Boon ont été sacré meilleurs buteurs de l’Euro avec 5 buts, à égalité avec le Néerlandais Mirco Pruijser et l’Espagnol Pau Quemada.
Le 26 septembre 2019, la Belgique, qui a aligné une équipe expérimentale (groupe « Tokyo & Beyond » composée de plusieurs joueurs issus des U21 comme William Ghislain, Maxime Van Oost ou Emile Esquelin, s’est inclinée 0-2, face à l’Inde qui effectue une tournée de préparation dans notre pays jusqu’au 4 octobre prochain.
Le 1er octobre 2019, après une première défaite 0-2, la semaine dernière, la Belgique, qui alignait, une nouvelle fois, une équipe expérimentale (le groupe « Tokyo & Beyond ») avec plusieurs jeunes joueurs comme Dylan Englebert, Timothy Luyten ou Mathieu Weyers), mais aussi Arthur van Doren, Sébastien Dockier, Emmanuel Stockbroekx, Felix Denayer, Simon Gougnard et Arthur de Sloover, s’est inclinée 1-2, face à l’Inde qui poursuit sa tournée de préparation pour le qualificatif olympique (face à la Russie) dans notre pays jusqu’au 4 octobre prochain.
Le 3 octobre 2019, les Red Lions, composés majoritairement de joueurs espoirs de moins de 21 ans, se sont inclinés 1-5 devant l’Inde, ce jeudi, à Wilrijk. Après les revers de jeudi (0-2) et de mardi (1-2), la Belgique qui alignait 4 joueurs de son noyau habituel (Augustin Meurmans, Alexander Hendrickx, Antoine Kina et Loïck Luypaert) a une fois de fois subi la loi d’une équipe indienne qui prépare son qualificatif olympique qui l’opposera à la Russie fin octobre.
Le 8 octobre 2019, La Belgique a remporté le 1er des 3 matchs amicaux qu’elle disputera durant ce mois d’octobre. Opposée à la France (12e), à Lille, les Red Lions, avec Arthur van Doren comme capitaine, se sont imposés 1-2 avec des buts de Maxime Plennevaux (14e), sur penalty, et Simon Gougnard (24e). C’est l’attaquant du Léopold, Gaspard Baumgarten qui a réduit l’écart pour les Bleus à la 44e minute. Pour cette rencontre, Shane McLeod a fait appel à William Ghislain et Tommy Willems, les 2 attaquants du Waterloo Ducks, qui ont rejoint le groupe depuis la reprise des entraînements en septembre dernier.
Le 9 octobre 2019, Shane McLeod a annoncé sa sélection de 18 joueurs pour la rencontre amicale de ce mardi 15 octobre face à l’Irlande. Une liste dans laquelle ne figurent pas Vincent Vanasch, Victor Wegnez et Tom Boon.
Le 15 octobre 2019, c’est devant un stable comble et 1.250 spectateurs chauffés à blanc, à Wavre, que les Red Lions ont facilement battu les Irlandais (6-0), qui préparent activement leur qualificatif olympique face au Canada.
Le 21 octobre 2019, Shane McLeod a annoncé sa sélection pour le duel amical programmé, ce mercredi, à 20h30, face à l’Argentine, dans les installations du Dragons. On note quelques changements par rapport à la rencontre de mardi dernier, face à l’Irlande (6-0), avec le retour de Vincent Vanasch dans les buts mais aussi d’Antoine Kina et de Nicolas de Kerpel.
Le 23 octobre 2019, après avoir remporté leurs 2 premiers matchs amicaux face à la France (1-2) et l’Irlande (6-0), les Red Lions affrontaient l’Argentine (4e au classement mondial), ce mercredi soir, à Brasschaat, devant plus de 1.400 spectateurs. Cette rencontre amicale est gagnée (4-3) pour terminer la saison.

## Bilan de la saison
L'équipe belge :
- a échoué en finale de la Ligue professionnelle 2019[45].
- s'est qualifiée pour les Jeux olympiques 2020 en tant que champion d'Europe[46].

### Ligue professionnelle 2019

#### Poule
| Rang | Équipe           | J  | V  | N | SO | P  | BP | BC | Diff | Pts | Qualification                        |
| ---- | ---------------- | -- | -- | - | -- | -- | -- | -- | ---- | --- | ------------------------------------ |
| 1    | Australie        | 14 | 10 | 2 | 0  | 2  | 40 | 26 | +14  | 32  | Grande finale et Barrages olympiques |
| 2    | Belgique         | 14 | 8  | 3 | 1  | 3  | 52 | 29 | +23  | 28  | Grande finale et Barrages olympiques |
| 3    | Pays-Bas         | 14 | 5  | 5 | 3  | 4  | 37 | 32 | +5   | 23  | Grande finale et Barrages olympiques |
| 4    | Grande-Bretagne  | 14 | 6  | 3 | 1  | 5  | 35 | 31 | +4   | 22  | Grande finale et Barrages olympiques |
| 5    | Argentine        | 14 | 6  | 3 | 1  | 5  | 31 | 36 | -5   | 22  |                                      |
| 6    | Allemagne        | 14 | 4  | 5 | 3  | 5  | 30 | 38 | -8   | 20  |                                      |
| 7    | Espagne          | 14 | 2  | 5 | 5  | 7  | 33 | 45 | -12  | 16  |                                      |
| 8    | Nouvelle-Zélande | 14 | 0  | 4 | 0  | 10 | 26 | 47 | -21  | 4   |                                      |

#### Grande finale
|  | Demi-finales    | Demi-finales |                 |   | Finale | Finale |
|  | Demi-finales    | Demi-finales |                 |   | Finale | Finale |
|  |                 |              |                 |   |        |        |
|  |                 |              |                 |   |        |        |
|  |                 |              |                 |   |        |        |
|  | Pays-Bas        | 1            |                 |   |        |        |
|  | Pays-Bas        | 1            |                 |   |        |        |
|  | Belgique        | 3            |                 |   |        |        |
|  | Belgique        | 3            | Belgique        | 2 |        |        |
|  |                 |              | Belgique        | 2 |        |        |
|  |                 | Australie    | 3               |   |        |        |
|  | Australie       | Australie    | 3               | 6 |        |        |
|  | Australie       |              |                 | 6 |        |        |
|  | Grande-Bretagne | 1            |                 |   |        |        |
|  | Grande-Bretagne | 1            | Troisième place |   |        |        |
|  |                 |              |                 |   |        |        |
|  |                 |              |                 |   |        |        |
|  |                 |              |                 |   |        |        |
|  | Pays-Bas        | 5            |                 |   |        |        |
|  | Pays-Bas        | 5            |                 |   |        |        |
|  | Grande-Bretagne | 3            |                 |   |        |        |
|  | Grande-Bretagne | 3            |                 |   |        |        |

### Euro 2019

#### Poule A
| Rang | Équipe         | J | V | N | P | BP | BC | Diff | Pts | Qualification |
| ---- | -------------- | - | - | - | - | -- | -- | ---- | --- | ------------- |
| 1    | Belgique       | 3 | 3 | 0 | 0 | 13 | 0  | +13  | 9   | Demi-finales  |
| 2    | Espagne        | 3 | 1 | 1 | 1 | 7  | 8  | -1   | 4   | Demi-finales  |
| 3    | Angleterre     | 3 | 0 | 2 | 1 | 4  | 6  | -2   | 2   | Poule C       |
| 4    | Pays de Galles | 3 | 0 | 1 | 2 | 3  | 13 | -10  | 1   | Poule C       |

#### Demi-finales pour la première place
|  | Demi-finales | Demi-finales |                        |   | Finale | Finale |
|  | Demi-finales | Demi-finales |                        |   | Finale | Finale |
|  |              |              |                        |   |        |        |
|  |              |              |                        |   |        |        |
|  |              |              |                        |   |        |        |
|  | Belgique     | 4            |                        |   |        |        |
|  | Belgique     | 4            |                        |   |        |        |
|  | Allemagne    | 2            |                        |   |        |        |
|  | Allemagne    | 2            | Belgique               | 5 |        |        |
|  |              |              | Belgique               | 5 |        |        |
|  |              | Espagne      | 0                      |   |        |        |
|  | Pays-Bas     | Espagne      | 0                      | 3 |        |        |
|  | Pays-Bas     |              |                        | 3 |        |        |
|  | Espagne      | 4            |                        |   |        |        |
|  | Espagne      | 4            | Match pour la 3e place |   |        |        |
|  |              |              |                        |   |        |        |
|  |              |              |                        |   |        |        |
|  |              |              |                        |   |        |        |
|  | Pays-Bas     | 4            |                        |   |        |        |
|  | Pays-Bas     | 4            |                        |   |        |        |
|  | Allemagne    | 0            |                        |   |        |        |
|  | Allemagne    | 0            |                        |   |        |        |

## Composition
L'effectif suivant de la Belgique.
Entraîneur :  Shane Mcleod
| Numéro | Joueur                   | Date de naissance | Âge | Sélections |
| ------ | ------------------------ | ----------------- | --- | ---------- |
| 1      | Amaury Timmermans (GB)   | 25 juillet 1990   | 28  | 0          |
| 2      | Loic van Doren (GB)      | 14 septembre 1996 | 22  | 12         |
| 3      | Simon Vandenbroucke (GB) | 6 juin 1999       | 19  | 0          |
| 4      | Arthur van Doren         | 1er octobre 1994  | 24  | 152        |
| 5      | Nicolas Poncelet         | 19 septembre 1996 | 22  | 7          |
| 6      | Dorian Thiéry            | 16 mai 1994       | 24  | 64         |
| 7      | John-John Dohmen         | 24 janvier 1988   | 30  | 368        |
| 8      | Florent van Aubel        | 25 octobre 1991   | 27  | 203        |
| 9      | Sébastien Dockier        | 28 décembre 1989  | 29  | 173        |
| 10     | Cédric Charlier          | 27 novembre 1987  | 31  | 290        |
| 11     | Amaury Keusters          | 1er octobre 1990  | 28  | 100        |
| 12     | Gauthier Boccard         | 26 août 1991      | 27  | 190        |
| 13     | Nicolas de Kerpel        | 23 mars 1993      | 25  | 41         |
| 14     | Augustin Meurmans        | 29 mai 1997       | 21  | 43         |
| 15     | Emmanuel Stockbroekx     | 23 décembre 1993  | 25  | 135        |
| 16     | Alexander Hendrickx      | 6 août 1993       | 25  | 92         |
| 17     | Thomas Briels (C)        | 23 août 1987      | 31  | 315        |
| 18     | Maxime Plennevaux        | 14 juin 1993      | 25  | 8          |
| 19     | Félix Denayer            | 31 janvier 1990   | 28  | 289        |
| 20     | Max Lootens              | 12 octobre 1997   | 21  | 0          |
| 21     | Vincent Vanasch (GB)     | 21 décembre 1987  | 31  | 208        |
| 22     | Simon Gougnard           | 17 janvier 1991   | 28  | 251        |
| 23     | Arthur de Sloover        | 3 mai 1997        | 21  | 53         |
| 24     | Antoine Kina             | 13 février 1996   | 22  | 34         |
| 25     | Loick Luypaert           | 19 août 1991      | 27  | 211        |
| 26     | Victor Wegnez            | 25 décembre 1995  | 23  | 59         |
| 27     | Tom Boon                 | 25 janvier 1990   | 28  | 266        |
| 28     | Maxime van Oost          | 2 décembre 1999   | 19  | 0          |
| 29     | Guillaume van Marcke     | 28 décembre 1999  | 19  | 0          |
| 30     | Tommy Willems            | 13 avril 1997     | 21  | 0          |
| 31     | William Ghislain         | 28 juillet 1999   | 19  | 0          |
| 32     | Tanguy Cosyns            | 29 juin 1991      | 27  | 116        |
| 33     | Thibeau Stockbroekx      | 20 juillet 2000   | 18  | 0          |
| 34     | Tobias Biekens           | 2 janvier 2001    | 18  | 0          |
| 35     | Mathieu Weyers           | 5 février 1999    | 20  | 0          |
| 36     | Lewis Eaton              | 27 octobre 1994   | 24  | 0          |
| 37     | Olivier Biekens          | 14 mai 1999       | 19  | 0          |
| 38     | Romain Delavignette      | 7 mai 1998        | 20  | 0          |
| 39     | Maxime Loots             | 18 février 1998   | 20  | 0          |
| 40     | Nelson Onana             | 1er mars 2000     | 18  | 0          |
| 41     | Daan Drijver             | 15 juin 1999      | 19  | 0          |
| 42     | Benjamin Pierre          | 24 juillet 1997   | 21  | 0          |
| 43     | Charles Masset           | 26 août 1996      | 22  | 0          |
| 44     | Timothy Luyten           | 15 janvier 1999   | 19  | 0          |
| 45     | Loïc Sidler              | 17 juin 1998      | 20  | 0          |
| 46     | Emile Esquelin           | 28 août 1999      | 19  | 0          |
| 47     | Achille de Chaffoy       | 9 juin 1998       | 20  | 0          |
| 48     | Henri Raes               | 23 janvier 1997   | 21  | 0          |
| 49     | Maxime Deplus            | 21 septembre 1998 | 20  | 0          |
| 50     | Roman Duvekot            | 21 juin 2000      | 18  | 0          |
| 51     | Gaetan Dykmans           | 16 mai 1995       | 23  | 0          |
| 52     | Dylan Englebert          | 20 avril 2000     | 18  | 0          |

## Les matchs
| Ligue professionnelle 2019 Tournoi toutes rondes | Espagne                               | 2 - 2             | Belgique                               | Estadio Betero Valence, Espagne                                           |                                                                           |
| 19 janvier 2019 13h00 heure locale               | Rodríguez 58e · González 60e          | (0 – 0)           | 37e Plennevaux · 55e Hendrickx         | Arbitrage : Christian Blasch Martin Madden Arbitre vidéo : Coen van Bunge | Arbitrage : Christian Blasch Martin Madden Arbitre vidéo : Coen van Bunge |
| 19 janvier 2019 13h00 heure locale               | Rapport                               |                   |                                        | Arbitrage : Christian Blasch Martin Madden Arbitre vidéo : Coen van Bunge | Arbitrage : Christian Blasch Martin Madden Arbitre vidéo : Coen van Bunge |
| 19 janvier 2019 13h00 heure locale               | Romeu · Iglesias · Lleonart · Enrique | Tirs au but 2 - 0 | Wegnez · Kina · De Sloover · Van Aubel | Arbitrage : Christian Blasch Martin Madden Arbitre vidéo : Coen van Bunge | Arbitrage : Christian Blasch Martin Madden Arbitre vidéo : Coen van Bunge |

| Ligue professionnelle 2019 Tournoi toutes rondes | Argentine               | 2 - 4   | Belgique                                | Estadio Municipal de Hockey Córdoba, Argentine                      |                                                                     |
| 26 janvier 2019 18h15 heure locale               | Vila 21e · Martínez 51e | (1 – 1) | 3e, 51e Boon · 44e Boccard · 45e Wegnez | Arbitrage : Simon Taylor Sean Rapaport Arbitre vidéo : Kelly Hudson | Arbitrage : Simon Taylor Sean Rapaport Arbitre vidéo : Kelly Hudson |
| 26 janvier 2019 18h15 heure locale               | Rapport                 |         |                                         | Arbitrage : Simon Taylor Sean Rapaport Arbitre vidéo : Kelly Hudson | Arbitrage : Simon Taylor Sean Rapaport Arbitre vidéo : Kelly Hudson |

| Ligue professionnelle 2019 Tournoi toutes rondes | Nouvelle-Zélande                                    | 4 - 4             | Belgique                                              | North Harbour Hockey Stadium Auckland, Nouvelle-Zélande                      |                                                                              |
| 1er février 2019 19h00 heure locale              | Inglis 17e · Sarikaya 35e · Woods 51e · Jenness 52e | (1 – 2)           | 19e, 46e Charlier · 27e Plennevaux · 37e A. Van Doren | Arbitrage : Adam Kearns German Montes de Oca Arbitre vidéo : Aleisha Neumann | Arbitrage : Adam Kearns German Montes de Oca Arbitre vidéo : Aleisha Neumann |
| 1er février 2019 19h00 heure locale              | Rapport                                             |                   |                                                       | Arbitrage : Adam Kearns German Montes de Oca Arbitre vidéo : Aleisha Neumann | Arbitrage : Adam Kearns German Montes de Oca Arbitre vidéo : Aleisha Neumann |
| 1er février 2019 19h00 heure locale              | Inglis · Tarrant · Jenness · Thomas                 | Tirs au but 2 - 4 | Van Aubel · Denayer · Wegnez · De Sloover             | Arbitrage : Adam Kearns German Montes de Oca Arbitre vidéo : Aleisha Neumann | Arbitrage : Adam Kearns German Montes de Oca Arbitre vidéo : Aleisha Neumann |

| Ligue professionnelle 2019 Tournoi toutes rondes | Australie | 1 - 4   | Belgique                                      | State Netball & Hockey Centre Melbourne, Australie                  |                                                                     |
| 3 février 2019 15h00 heure locale                | Beale 1e  | (1 – 2) | 15e, 35e Dockier · 28e Hendrickx · 40e Cosyns | Arbitrage : Simon Taylor Lim Hong-Zhen Arbitre vidéo : Aleesha Unka | Arbitrage : Simon Taylor Lim Hong-Zhen Arbitre vidéo : Aleesha Unka |
| 3 février 2019 15h00 heure locale                | Rapport   |         |                                               | Arbitrage : Simon Taylor Lim Hong-Zhen Arbitre vidéo : Aleesha Unka | Arbitrage : Simon Taylor Lim Hong-Zhen Arbitre vidéo : Aleesha Unka |

| Match amical                       | Belgique                          | 3 - 0   | Russie | Royal Beerschot Hockey Club Kontich, Belgique |                                             |
| 26 février 2019 15h00 heure locale | Willems 22e · Plennevaux 43e, 48e | (1 – 0) |        | Arbitrage : Laurine Delforge Michael Pontus   | Arbitrage : Laurine Delforge Michael Pontus |
| 26 février 2019 15h00 heure locale | Rapport                           |         |        | Arbitrage : Laurine Delforge Michael Pontus   | Arbitrage : Laurine Delforge Michael Pontus |

| Ligue professionnelle 2019 Tournoi toutes rondes | Belgique                                                                           | 7 - 3   | Espagne                         | Royal Uccle Sport Hockey-Tennis Bruxelles, Belgique                  |                                                                      |
| 10 avril 2019 20h30 heure locale                 | Van Aubel 12e, 17e · Boon 15e, 19e · Charlier 18e · Denayer 28e · A. Van Doren 33e | (6 – 0) | 46e, 60e Quemada · 57e González | Arbitrage : Christian Blasch Dan Barstow Arbitre vidéo : Ivona Makar | Arbitrage : Christian Blasch Dan Barstow Arbitre vidéo : Ivona Makar |
| 10 avril 2019 20h30 heure locale                 | Rapport                                                                            |         |                                 | Arbitrage : Christian Blasch Dan Barstow Arbitre vidéo : Ivona Makar | Arbitrage : Christian Blasch Dan Barstow Arbitre vidéo : Ivona Makar |

| Ligue professionnelle 2019 Tournoi toutes rondes | Grande-Bretagne | 0 - 4   | Belgique                                     | Lee Valley Hockey & Tennis Centre Londres, Grande-Bretagne                  |                                                                             |
| 19 mai 2019 15h00 heure locale                   |                 | (0 – 1) | 13e Van Aubel · 39e, 57e Dohmen · 43e Briels | Arbitrage : Jonas van 't Hek Fransisco Vazquez Arbitre vidéo : Kelly Hudson | Arbitrage : Jonas van 't Hek Fransisco Vazquez Arbitre vidéo : Kelly Hudson |
| 19 mai 2019 15h00 heure locale                   | Rapport         |         |                                              | Arbitrage : Jonas van 't Hek Fransisco Vazquez Arbitre vidéo : Kelly Hudson | Arbitrage : Jonas van 't Hek Fransisco Vazquez Arbitre vidéo : Kelly Hudson |

| Ligue professionnelle 2019 Tournoi toutes rondes | Belgique                                    | 4 - 2   | Grande-Bretagne        | Wilrijkse Plein Anvers, Belgique                                          |                                                                           |
| 30 mai 2019 13h30 heure locale                   | Charlier 9e, 19e · Boon 15e · Hendrickx 20e | (4 – 0) | 38e Roper · 47e Taylor | Arbitrage : Jonas van 't Hek Christian Blasch Arbitre vidéo : Ivona Makar | Arbitrage : Jonas van 't Hek Christian Blasch Arbitre vidéo : Ivona Makar |
| 30 mai 2019 13h30 heure locale                   | Rapport                                     |         |                        | Arbitrage : Jonas van 't Hek Christian Blasch Arbitre vidéo : Ivona Makar | Arbitrage : Jonas van 't Hek Christian Blasch Arbitre vidéo : Ivona Makar |

| Ligue professionnelle 2019 Tournoi toutes rondes | Belgique                                          | 4 - 4             | Allemagne                                       | Wilrijkse Plein Anvers, Belgique                                   |                                                                    |
| 2 juin 2019 13h30 heure locale                   | Cosyns 21e, 54e · Gougnard 29e · Hendrickx 55e    | (2 – 2)           | 8e, 30e T. Grambusch · 42e Wellen · 45e Miltkau | Arbitrage : Dan Barstow Martin Madden Arbitre vidéo : Sarah Wilson | Arbitrage : Dan Barstow Martin Madden Arbitre vidéo : Sarah Wilson |
| 2 juin 2019 13h30 heure locale                   | Rapport                                           |                   |                                                 | Arbitrage : Dan Barstow Martin Madden Arbitre vidéo : Sarah Wilson | Arbitrage : Dan Barstow Martin Madden Arbitre vidéo : Sarah Wilson |
| 2 juin 2019 13h30 heure locale                   | Briels · Wegnez · Van Aubel · De Sloover · Cosyns | Tirs au but 3 - 4 | Wellen · Fuchs · Linnekogel · Hellwig · Große   | Arbitrage : Dan Barstow Martin Madden Arbitre vidéo : Sarah Wilson | Arbitrage : Dan Barstow Martin Madden Arbitre vidéo : Sarah Wilson |

| Ligue professionnelle 2019 Tournoi toutes rondes | Belgique | 0 - 4   | Pays-Bas                                            | Wilrijkse Plein Anvers, Belgique                                           |                                                                            |
| 8 juin 2019 13h30 heure locale                   |          | (0 – 0) | 37e, 48e Kellerman · 55e De Voogd · 60e Hertzberger | Arbitrage : Martin Madden Francisco Vazquez Arbitre vidéo : Ayanna McClean | Arbitrage : Martin Madden Francisco Vazquez Arbitre vidéo : Ayanna McClean |
| 8 juin 2019 13h30 heure locale                   | Rapport  |         |                                                     | Arbitrage : Martin Madden Francisco Vazquez Arbitre vidéo : Ayanna McClean | Arbitrage : Martin Madden Francisco Vazquez Arbitre vidéo : Ayanna McClean |

| Ligue professionnelle 2019 Tournoi toutes rondes | Pays-Bas                                                          | 4 - 3   | Belgique                   | HC 's-Hertogenbosch Bois-le-Duc, Pays-Bas                                 |                                                                           |
| 9 juin 2019 16h00 heure locale                   | Pruyser 24e · Janssen 29e · Van der Weerden 33e · Hertzberger 38e | (2 – 2) | 9e Dockier · 24e, 46e Boon | Arbitrage : Marcin Grochal Jakub Mejzlik Arbitre vidéo : Michelle Meister | Arbitrage : Marcin Grochal Jakub Mejzlik Arbitre vidéo : Michelle Meister |
| 9 juin 2019 16h00 heure locale                   | Rapport                                                           |         |                            | Arbitrage : Marcin Grochal Jakub Mejzlik Arbitre vidéo : Michelle Meister | Arbitrage : Marcin Grochal Jakub Mejzlik Arbitre vidéo : Michelle Meister |

| Ligue professionnelle 2019 Tournoi toutes rondes | Allemagne | 0 - 8   | Belgique                                                                          | Crefelder Hockey & Tennis Club Krefeld, Allemagne                      |                                                                        |
| 12 juin 2019 21h00 heure locale                  |           | (0 – 3) | 20e, 45e Hendrickx · 22e, 30e Dockier · 52e Boon · 53e, 55e Charlier · 55e Wegnez | Arbitrage : Coen van Bunge Raghu Prasad Arbitre vidéo : Maggie Giddens | Arbitrage : Coen van Bunge Raghu Prasad Arbitre vidéo : Maggie Giddens |
| 12 juin 2019 21h00 heure locale                  | Rapport   |         |                                                                                   | Arbitrage : Coen van Bunge Raghu Prasad Arbitre vidéo : Maggie Giddens | Arbitrage : Coen van Bunge Raghu Prasad Arbitre vidéo : Maggie Giddens |

| Ligue professionnelle 2019 Tournoi toutes rondes | Belgique                                     | 4 - 0   | Nouvelle-Zélande | Wilrijkse Plein Anvers, Belgique                                      |                                                                       |
| 16 juin 2019 14h30 heure locale                  | Dockier 7e · Plennevaux 43e · Briels (2x)56e | (1 – 0) |                  | Arbitrage : Javed Shaikh Ben Göntgen Arbitre vidéo : Michelle Meister | Arbitrage : Javed Shaikh Ben Göntgen Arbitre vidéo : Michelle Meister |
| 16 juin 2019 14h30 heure locale                  | Rapport                                      |         |                  | Arbitrage : Javed Shaikh Ben Göntgen Arbitre vidéo : Michelle Meister | Arbitrage : Javed Shaikh Ben Göntgen Arbitre vidéo : Michelle Meister |

| Ligue professionnelle 2019 Tournoi toutes rondes | Belgique | 0 - 2   | Australie       | Wilrijkse Plein Anvers, Belgique                                     |                                                                      |
| 19 juin 2019 20h30 heure locale                  |          | (0 – 1) | 19e, 60e Govers | Arbitrage : Javed Shaikh Bruce Bale Arbitre vidéo : Michelle Meister | Arbitrage : Javed Shaikh Bruce Bale Arbitre vidéo : Michelle Meister |
| 19 juin 2019 20h30 heure locale                  | Rapport  |         |                 | Arbitrage : Javed Shaikh Bruce Bale Arbitre vidéo : Michelle Meister | Arbitrage : Javed Shaikh Bruce Bale Arbitre vidéo : Michelle Meister |

| Ligue professionnelle 2019 Tournoi toutes rondes | Belgique                                        | 4 - 1   | Argentine | Wilrijkse Plein Anvers, Belgique                                         |                                                                          |
| 23 juin 2019 13h30 heure locale                  | Charlier 1e, 34e · Plennevaux 13e · Denayer 43e | (2 – 0) | 55e Ortiz | Arbitrage : Coen van Bunge Jonas van 't Hek Arbitre vidéo : Sarah Wilson | Arbitrage : Coen van Bunge Jonas van 't Hek Arbitre vidéo : Sarah Wilson |
| 23 juin 2019 13h30 heure locale                  | Rapport                                         |         |           | Arbitrage : Coen van Bunge Jonas van 't Hek Arbitre vidéo : Sarah Wilson | Arbitrage : Coen van Bunge Jonas van 't Hek Arbitre vidéo : Sarah Wilson |

| Ligue professionnelle 2019 Demi-finales | Pays-Bas   | 1 - 3   | Belgique                              | Wagener Stadium Amsterdam, Pays-Bas                                        |                                                                            |
| 28 juin 2019 20h00 heure locale         | Galema 26e | (1 – 1) | 18e Cosyns · 44e Boon · 50e Hendrickx | Arbitrage : Christian Blasch Simon Taylor Arbitre vidéo : Michelle Joubert | Arbitrage : Christian Blasch Simon Taylor Arbitre vidéo : Michelle Joubert |
| 28 juin 2019 20h00 heure locale         | Rapport    |         |                                       | Arbitrage : Christian Blasch Simon Taylor Arbitre vidéo : Michelle Joubert | Arbitrage : Christian Blasch Simon Taylor Arbitre vidéo : Michelle Joubert |

| Ligue professionnelle 2019 Finale | Belgique                     | 2 - 3   | Australie                            | Wagener Stadium Amsterdam, Pays-Bas                                    |                                                                        |
| 30 juin 2019 17h00 heure locale   | Luypaert 44e · Hendrickx 58e | (0 – 3) | 9e Mitton · 14e Ogilvie · 29e Govers | Arbitrage : Coen van Bunge Marcin Grochal Arbitre vidéo : Sarah Wilson | Arbitrage : Coen van Bunge Marcin Grochal Arbitre vidéo : Sarah Wilson |
| 30 juin 2019 17h00 heure locale   | Rapport                      |         |                                      | Arbitrage : Coen van Bunge Marcin Grochal Arbitre vidéo : Sarah Wilson | Arbitrage : Coen van Bunge Marcin Grochal Arbitre vidéo : Sarah Wilson |

| Match amical                   | Belgique                      | 2 - 2   | Allemagne                  | Wilrijkse Plein Anvers, Belgique               |                                                |
| 4 août 2019 19h30 heure locale | Plennevaux 42e · Luypaert 57e | (0 – 1) | 8e Hellwig · 43e Herzbruch | Arbitrage : Laurine Delforge Sébastien Duterme | Arbitrage : Laurine Delforge Sébastien Duterme |
| 4 août 2019 19h30 heure locale | Rapport                       |         |                            | Arbitrage : Laurine Delforge Sébastien Duterme | Arbitrage : Laurine Delforge Sébastien Duterme |

| Match amical                   | Belgique              | 2 - 1   | Allemagne | Wilrijkse Plein Anvers, Belgique                    |                                                     |
| 6 août 2019 11h00 heure locale | Briels 34e · Boon 48e | (0 – 1) | 28e Rühr  | Arbitrage : Sébastien Duterme Céline Martin-Schmets | Arbitrage : Sébastien Duterme Céline Martin-Schmets |
| 6 août 2019 11h00 heure locale | Rapport               |         |           | Arbitrage : Sébastien Duterme Céline Martin-Schmets | Arbitrage : Sébastien Duterme Céline Martin-Schmets |

| Match amical                   | Belgique                                                           | 5 - 1   | Malaisie   | Wilrijkse Plein Anvers, Belgique               |                                                |
| 9 août 2019 18h00 heure locale | Charlier 7e · De Kerpel 8e · Boon 24e · Van Aubel 57e · Wegnez 57e | (3 – 0) | 34e Tengku | Arbitrage : Laurine Delforge Sébastien Duterme | Arbitrage : Laurine Delforge Sébastien Duterme |
| 9 août 2019 18h00 heure locale | Rapport                                                            |         |            | Arbitrage : Laurine Delforge Sébastien Duterme | Arbitrage : Laurine Delforge Sébastien Duterme |

| Match amical                    | Belgique                                                                                 | 8 - 0   | Malaisie | Wilrijkse Plein Anvers, Belgique               |                                                |
| 12 août 2019 12h00 heure locale | Kina 6e · Boon 14e · Hendrickx 22e, 36e · Luypaert 30e, 48e · Gougnard 35e · Denayer 44e | (4 – 0) |          | Arbitrage : Noé Benhaiem Céline Martin-Schmets | Arbitrage : Noé Benhaiem Céline Martin-Schmets |
| 12 août 2019 12h00 heure locale | Rapport                                                                                  |         |          | Arbitrage : Noé Benhaiem Céline Martin-Schmets | Arbitrage : Noé Benhaiem Céline Martin-Schmets |

| Championnat d'Europe 2019 Poule A | Belgique                                             | 5 - 0   | Espagne | Wilrijkse Plein Anvers, Belgique                                          |                                                                           |
| 16 août 2019 20h30 heure locale   | Hendrickx 9e, 54e · Wegnez 19e · Boon 52e · Kina 55e | (2 – 0) |         | Arbitrage : Jonas van 't Hek Jakub Mejzlik Arbitre vidéo : Coen van Bunge | Arbitrage : Jonas van 't Hek Jakub Mejzlik Arbitre vidéo : Coen van Bunge |
| 16 août 2019 20h30 heure locale   | Rapport                                              |         |         | Arbitrage : Jonas van 't Hek Jakub Mejzlik Arbitre vidéo : Coen van Bunge | Arbitrage : Jonas van 't Hek Jakub Mejzlik Arbitre vidéo : Coen van Bunge |

| Championnat d'Europe 2019 Poule A | Belgique                 | 2 - 0   | Angleterre | Wilrijkse Plein Anvers, Belgique                                              |                                                                               |
| 18 août 2019 18h00 heure locale   | Boon 15e · Hendrickx 49e | (1 – 0) |            | Arbitrage : Coen van Bunge Michael Gholami-Eilmer Arbitre vidéo : Ben Göntgen | Arbitrage : Coen van Bunge Michael Gholami-Eilmer Arbitre vidéo : Ben Göntgen |
| 18 août 2019 18h00 heure locale   | Rapport                  |         |            | Arbitrage : Coen van Bunge Michael Gholami-Eilmer Arbitre vidéo : Ben Göntgen | Arbitrage : Coen van Bunge Michael Gholami-Eilmer Arbitre vidéo : Ben Göntgen |

| Championnat d'Europe 2019 Poule A | Belgique                                                                  | 6 - 0   | Pays de Galles | Wilrijkse Plein Anvers, Belgique                                     |                                                                      |
| 20 août 2019 20h30 heure locale   | Hendrickx 15e · Boon 15e · De Kerpel 25e · Charlier 28e, 35e · Briels 41e | (4 – 0) |                | Arbitrage : Bruce Bale Andres Ortiz Arbitre vidéo : Jonas van 't Hek | Arbitrage : Bruce Bale Andres Ortiz Arbitre vidéo : Jonas van 't Hek |
| 20 août 2019 20h30 heure locale   | Rapport                                                                   |         |                | Arbitrage : Bruce Bale Andres Ortiz Arbitre vidéo : Jonas van 't Hek | Arbitrage : Bruce Bale Andres Ortiz Arbitre vidéo : Jonas van 't Hek |

| Championnat d'Europe 2019 Demi-finale | Belgique                                             | 4 - 2   | Allemagne            | Wilrijkse Plein Anvers, Belgique                                              |                                                                               |
| 22 août 2019 20h30 heure locale       | Boon 42e · De Kerpel 54e · Wegnez 56e · Charlier 58e | (0 – 2) | 21e Rühr · 26e Fuchs | Arbitrage : Coen van Bunge Jonas van 't Hek Arbitre vidéo : Francisco Vazquez | Arbitrage : Coen van Bunge Jonas van 't Hek Arbitre vidéo : Francisco Vazquez |
| 22 août 2019 20h30 heure locale       | Rapport                                              |         |                      | Arbitrage : Coen van Bunge Jonas van 't Hek Arbitre vidéo : Francisco Vazquez | Arbitrage : Coen van Bunge Jonas van 't Hek Arbitre vidéo : Francisco Vazquez |

| Championnat d'Europe 2019 Finale | Belgique                                                                | 5 - 0   | Espagne | Wilrijkse Plein Anvers, Belgique                                     |                                                                      |
| 24 août 2019 20h30 heure locale  | Dohmen 10e · Van Aubel 17e · Boon 18e · Stockbroekx 27e · Hendrickx 39e | (4 – 0) |         | Arbitrage : Ben Göntgen Jakub Mejzlik Arbitre vidéo : Coen van Bunge | Arbitrage : Ben Göntgen Jakub Mejzlik Arbitre vidéo : Coen van Bunge |
| 24 août 2019 20h30 heure locale  | Rapport                                                                 |         |         | Arbitrage : Ben Göntgen Jakub Mejzlik Arbitre vidéo : Coen van Bunge | Arbitrage : Ben Göntgen Jakub Mejzlik Arbitre vidéo : Coen van Bunge |

| Match amical                         | Belgique | 0 - 2   | Inde                        | Wilrijkse Plein Anvers, Belgique         |                                          |
| 26 septembre 2019 13h00 heure locale |          | (0 – 0) | 39e Mandeep · 54e Akashdeep | Arbitrage : Rens Buijs Alexandre Lemmens | Arbitrage : Rens Buijs Alexandre Lemmens |
| 26 septembre 2019 13h00 heure locale | Rapport  |         |                             | Arbitrage : Rens Buijs Alexandre Lemmens | Arbitrage : Rens Buijs Alexandre Lemmens |

| Match amical                        | Belgique    | 1 - 2   | Inde                      | Wilrijkse Plein Anvers, Belgique            |                                             |
| 1er octobre 2019 13h00 heure locale | Denayer 33e | (0 – 1) | 10e Amit · 52e Simranjeet | Arbitrage : Germain Boutte Alexandra Mahieu | Arbitrage : Germain Boutte Alexandra Mahieu |
| 1er octobre 2019 13h00 heure locale | Rapport     |         |                           | Arbitrage : Germain Boutte Alexandra Mahieu | Arbitrage : Germain Boutte Alexandra Mahieu |

| Match amical                      | Belgique      | 1 - 5   | Inde                                                                    | Wilrijkse Plein Anvers, Belgique            |                                             |
| 3 octobre 2019 13h00 heure locale | Hendrickx 39e | (0 – 1) | 7e Simranjeet · 35e Lalit · 36e Vivek · 42e Harmanpreet · 43e Ramandeep | Arbitrage : Germain Boutte Alexandra Mahieu | Arbitrage : Germain Boutte Alexandra Mahieu |
| 3 octobre 2019 13h00 heure locale | Rapport       |         |                                                                         | Arbitrage : Germain Boutte Alexandra Mahieu | Arbitrage : Germain Boutte Alexandra Mahieu |

| Match amical                      | France         | 1 - 2   | Belgique                      | Lille Metropole Hockey Club Lille, France   |                                             |
| 8 octobre 2019 20h30 heure locale | Baumgarten 33e | (0 – 2) | 11e Plennevaux · 24e Gougnard | Arbitrage : Xanier Fenaert Camille Simoneau | Arbitrage : Xanier Fenaert Camille Simoneau |
| 8 octobre 2019 20h30 heure locale | Rapport        |         |                               | Arbitrage : Xanier Fenaert Camille Simoneau | Arbitrage : Xanier Fenaert Camille Simoneau |

| Match amical                       | Belgique                                                              | 6 - 0   | Irlande | Lara Hockey Club Wavre, Belgique         |                                          |
| 15 octobre 2019 20h00 heure locale | Hendrickx 5e, 24e · Charlier 15e, 39e · A. Van Doren 53e · Briels 57e | (3 – 0) |         | Arbitrage : Laurent Dooms Michael Pontus | Arbitrage : Laurent Dooms Michael Pontus |
| 15 octobre 2019 20h00 heure locale | Rapport                                                               |         |         | Arbitrage : Laurent Dooms Michael Pontus | Arbitrage : Laurent Dooms Michael Pontus |

| Match amical                       | Belgique                                             | 4 - 3   | Argentine                      | KHC Dragons Brasschaat, Belgique                  |                                                   |
| 23 octobre 2019 20h00 heure locale | Hendrickx 25e · Boccard 41e · Kina 55e · Dockier 60e | (1 – 2) | 5e, 43e Ferreiro · 11e Casella | Arbitrage : Laurine Delforge Sébastien Michielsen | Arbitrage : Laurine Delforge Sébastien Michielsen |
| 23 octobre 2019 20h00 heure locale | Rapport                                              |         |                                | Arbitrage : Laurine Delforge Sébastien Michielsen | Arbitrage : Laurine Delforge Sébastien Michielsen |

## Les joueurs
| 1  | Amaury Timmermans (GB)   | NC  | NC  | NC  | NC  | 31  | NC  | NC  | NC  | NC  | NC  | NC  | NC  | NC  | NC  | NC  | NC  | 1  | 0  | 1   | 0  |
| 1  | Amaury Timmermans (GB)   | NC  |     |     |     |     |     |     |     |     |     |     |     |     |     |     |     | 1  | 0  | 1   | 0  |
| 2  | Loic van Doren (GB)      | NC  | NC  | X   | NC  | NC  | 31  | NC  | NC  | NC  | NC  | NC  | NC  | 56  | NC  | X   | NC  | 9  | 0  | 21  | 0  |
| 2  | Loic van Doren (GB)      | NC  | NC  | 31  | X   | NC  | NC  | NC  | X   | NC  | NC  | X   | NC  | NC  | NC  | X   | NC  | 9  | 0  | 21  | 0  |
| 3  | Simon Vandenbroucke (GB) | NC  | NC  | NC  | NC  | X   | NC  | NC  | NC  | NC  | NC  | NC  | NC  | NC  | NC  | NC  | NC  | 2  | 0  | 2   | 0  |
| 3  | Simon Vandenbroucke (GB) | NC  | NC  | NC  | NC  | NC  | NC  | NC  | NC  | NC  | NC  | NC  | X   | NC  | NC  | NC  | NC  | 2  | 0  | 2   | 0  |
| 4  | Arthur van Doren         | X   | X   | X · | X   | NC  | X · | NC  | NC  | NC  | X   | X   | X   | X   | X   | X   | X   | 26 | 3  | 178 | 0  |
| 4  | Arthur van Doren         | X   | X   | X   | X   | X   | X   | X   | X   | X   | X   | NC  | X   | NC  | X   | X · | X   | 26 | 3  | 178 | 0  |
| 5  | Nicolas Poncelet         | 4   | NC  | X   | NC  | NC  | NC  | 5   | NC  | X   | NC  | NC  | NC  | NC  | NC  | X   | NC  | 9  | 0  | 16  | 0  |
| 5  | Nicolas Poncelet         | NC  | 6   | NC  | NC  | NC  | NC  | NC  | NC  | NC  | NC  | X   | NC  | NC  | 6   | NC  | X   | 9  | 0  | 16  | 0  |
| 6  | Dorian Thiéry            | NC  | NC  | NC  | NC  | NC  | NC  | NC  | NC  | NC  | NC  | NC  | NC  | NC  | NC  | NC  | NC  | 0  | 0  | 64  | 0  |
| 6  | Dorian Thiéry            | NC  |     |     |     |     |     |     |     |     |     |     |     |     |     |     |     | 0  | 0  | 64  | 0  |
| 7  | John-John Dohmen         | NC  | NC  | NC  | NC  | NC  | NC  | 4 · | 3   | 3   | NC  | X   | 5   | NC  | 7   | X   | 4   | 22 | 3  | 390 | 0  |
| 7  | John-John Dohmen         | 6   | X   | 6   | 5   | 6   | 5   | 5   | 5   | 7   | 5 · | X   | NC  | NC  | 4   | 7   | 4   | 22 | 3  | 390 | 0  |
| 8  | Florent van Aubel        | X   | X   | X   | X   | NC  | X · | 4 · | 27  | X   | X   | X   | NC  | NC  | NC  | NC  | 5   | 24 | 5  | 227 | 0  |
| 8  | Florent van Aubel        | X   | X   | X   | X · | X   | X   | X   | X   | X   | X · | NC  | NC  | NC  | X   | X   | X   | 24 | 5  | 227 | 0  |
| 9  | Sébastien Dockier        | 3   | NC  | 4   | 5 · | NC  | 4   | X   | X   | 3   | NC  | X · | X · | 4 · | 4   | 3   | 4   | 18 | 7  | 191 | 0  |
| 9  | Sébastien Dockier        | 4   | 10  | NC  | NC  | NC  | NC  | NC  | NC  | NC  | NC  | NC  | 5   | NC  | NC  | X   | 4 · | 18 | 7  | 191 | 0  |
| 10 | Cédric Charlier          | NC  | 3   | 3 · | 5   | NC  | 4 · | X   | X · | NC  | 4   | 5   | 4 · | X   | X   | X · | X   | 24 | 15 | 314 | 0  |
| 10 | Cédric Charlier          | X   | NC  | 4   | 4 · | 3   | 4   | 5   | 3 · | 3 · | 4   | NC  | NC  | NC  | NC  | X · | X   | 24 | 15 | 314 | 0  |
| 11 | Amaury Keusters          | NC  | NC  | NC  | NC  | NC  | NC  | NC  | NC  | NC  | NC  | NC  | NC  | NC  | NC  | NC  | NC  | 0  | 0  | 100 | 0  |
| 11 | Amaury Keusters          | NC  |     |     |     |     |     |     |     |     |     |     |     |     |     |     |     | 0  | 0  | 100 | 0  |
| 12 | Gauthier Boccard         | X   | X · | X   | X   | NC  | X   | X   | X   | X   | X   | X   | 6   | NC  | X   | X   | X   | 26 | 2  | 216 | 0  |
| 12 | Gauthier Boccard         | X   | NC  | X   | X   | X   | X   | X   | NC  | X   | X   | X   | NC  | NC  | X   | 8   | X · | 26 | 2  | 216 | 0  |
| 13 | Nicolas de Kerpel        | X   | X   | NC  | X   | NC  | 4   | X   | 4   | 5   | X   | NC  | 6   | 4   | NC  | NC  | NC  | 21 | 3  | 62  | 0  |
| 13 | Nicolas de Kerpel        | NC  | X   | 4   | 5 · | 5   | 4   | 5   | 4 · | 3 · | 5   | X   | NC  | NC  | NC  | NC  | 6   | 21 | 3  | 62  | 0  |
| 14 | Augustin Meurmans        | 4   | 3   | 4   | 5   | X   | 6   | 5   | NC  | 5   | 6   | 6   | NC  | 5   | NC  | 5   | NC  | 16 | 0  | 59  | 0  |
| 14 | Augustin Meurmans        | NC  | 6   | NC  | NC  | NC  | NC  | NC  | NC  | NC  | NC  | NC  | NC  | X   | X   | 6   | NC  | 16 | 0  | 59  | 0  |
| 15 | Emmanuel Stockbroekx     | NC  | NC  | NC  | NC  | NC  | 4   | NC  | 4   | NC  | NC  | X   | X   | X   | NC  | NC  | NC  | 17 | 1  | 152 | 0  |
| 15 | Emmanuel Stockbroekx     | NC  | X   | X   | X   | X   | X   | X   | X   | X   | X · | NC  | X   | NC  | X   | X   | NC  | 17 | 1  | 152 | 0  |
| 16 | Alexander Hendrickx      | 3 · | 3   | 4   | 5 · | NC  | X   | X   | X · | 4 · | X   | NC  | X · | X   | X   | NC  | X · | 26 | 19 | 118 | 32 |
| 16 | Alexander Hendrickx      | X · | X   | 6   | 5   | 5 · | 5 · | 4 · | 4 · | 3   | 5 · | NC  | NC  | X · | NC  | X · | 4 · | 26 | 19 | 118 | 32 |
| 17 | Thomas Briels (C)        | 4   | X   | X   | X   | NC  | NC  | 4 · | 3   | X   | 5   | 5   | NC  | X · | X   | X   | X   | 23 | 6  | 338 | 0  |
| 17 | Thomas Briels (C)        | NC  | NC  | X · | X   | X   | X   | X   | X · | X   | X   | NC  | NC  | NC  | NC  | 5 · | X   | 23 | 6  | 338 | 0  |
| 18 | Maxime Plennevaux        | X · | 3   | 4 · | NC  | X · | X   | NC  | NC  | NC  | 5   | 4   | X   | 4 · | 4   | 4 · | NC  | 16 | 8  | 24  | 0  |
| 18 | Maxime Plennevaux        | 6   | X · | NC  | NC  | NC  | NC  | NC  | NC  | NC  | NC  | X   | NC  | NC  | X · | 5   | NC  | 16 | 8  | 24  | 0  |
| 19 | Félix Denayer            | NC  | X   | X   | X   | NC  | X · | NC  | X   | X   | 5   | 4   | 5   | 4   | 4   | 3 · | 4   | 26 | 4  | 315 | 0  |
| 19 | Félix Denayer            | 4   | X   | X   | X   | X · | X   | X   | X   | X   | X   | NC  | X · | NC  | NC  | X   | X   | 26 | 4  | 315 | 0  |
| 20 | Max Lootens              | NC  | NC  | NC  | NC  | 6   | NC  | NC  | NC  | NC  | NC  | NC  | NC  | NC  | NC  | NC  | NC  | 3  | 0  | 3   | 0  |
| 20 | Max Lootens              | NC  | NC  | NC  | NC  | NC  | NC  | NC  | NC  | NC  | NC  | 5   | 5   | NC  | NC  | NC  | NC  | 3  | 0  | 3   | 0  |
| 21 | Vincent Vanasch (GB)     | X   | X   | NC  | X   | NC  | X   | X   | X   | X   | X   | X   | X   | X   | X   | NC  | X   | 23 | 0  | 231 | 0  |
| 21 | Vincent Vanasch (GB)     | X   | X   | X   | NC  | X   | X   | X   | NC  | X   | X   | NC  | NC  | NC  | X   | NC  | X   | 23 | 0  | 231 | 0  |
| 22 | Simon Gougnard           | NC  | NC  | NC  | NC  | NC  | NC  | NC  | 3   | X · | X   | NC  | X   | X   | X   | X   | X   | 21 | 3  | 272 | 0  |
| 22 | Simon Gougnard           | X   | X   | X   | X   | X · | X   | X   | X   | X   | X   | NC  | X   | NC  | X · | X   | NC  | 21 | 3  | 272 | 0  |
| 23 | Arthur de Sloover        | X   | X   | X   | X   | NC  | 6   | X   | X   | X   | 5   | X   | NC  | 3   | 4   | 3   | 5   | 26 | 0  | 79  | 1  |
| 23 | Arthur de Sloover        | 2   | 4   | 6   | 5   | 4   | 6   | 4   | X   | 4   | 4   | NC  | X   | NC  | NC  | 5   | NC  | 26 | 0  | 79  | 1  |
| 24 | Antoine Kina             | X   | 3   | 3   | 4   | X   | X   | X   | X   | NC  | X   | X   | X   | X   | X   | X   | X   | 28 | 3  | 62  | 0  |
| 24 | Antoine Kina             | X   | 6   | 6   | 7   | 6 · | 5 · | 6   | 5   | 5   | 5   | NC  | NC  | 6   | X   | NC  | X · | 28 | 3  | 62  | 0  |
| 25 | Loick Luypaert           | X   | X   | X   | X   | NC  | X   | X   | X   | X   | NC  | 3   | X   | X   | X   | X   | X   | 27 | 4  | 238 | 0  |
| 25 | Loick Luypaert           | X · | X · | X   | X   | X · | X   | X   | X   | X   | X   | NC  | NC  | 6   | NC  | X   | X   | 27 | 4  | 238 | 0  |
| 26 | Victor Wegnez            | X   | X · | X   | X   | NC  | X   | X   | X   | X   | X   | X   | X · | X   | X   | NC  | X   | 25 | 5  | 84  | 0  |
| 26 | Victor Wegnez            | X   | NC  | X   | X · | X   | X · | X   | X   | X · | X   | NC  | NC  | NC  | NC  | X   | X   | 25 | 5  | 84  | 0  |
| 27 | Tom Boon                 | X   | X · | X   | X   | NC  | X · | X   | X · | X   | X   | X · | X · | NC  | X   | X   | X · | 24 | 17 | 290 | 0  |
| 27 | Tom Boon                 | X   | NC  | X · | X · | X · | X · | X · | X · | X · | X · | NC  | NC  | NC  | X   | NC  | NC  | 24 | 17 | 290 | 0  |
| 28 | Maxime van Oost          | NC  | NC  | NC  | NC  | X   | NC  | NC  | NC  | NC  | NC  | NC  | NC  | NC  | NC  | NC  | NC  | 3  | 0  | 3   | 0  |
| 28 | Maxime van Oost          | NC  | NC  | NC  | NC  | NC  | NC  | NC  | NC  | NC  | NC  | 7   | NC  | X   | NC  | NC  | NC  | 3  | 0  | 3   | 0  |
| 29 | Guillaume van Marcke     | NC  | NC  | NC  | NC  | 6   | NC  | NC  | NC  | NC  | NC  | NC  | NC  | NC  | NC  | NC  | NC  | 1  | 0  | 1   | 0  |
| 29 | Guillaume van Marcke     | NC  |     |     |     |     |     |     |     |     |     |     |     |     |     |     |     | 1  | 0  | 1   | 0  |
| 30 | Tommy Willems            | NC  | NC  | NC  | NC  | 5 · | NC  | NC  | NC  | NC  | NC  | NC  | NC  | NC  | NC  | NC  | NC  | 4  | 1  | 4   | 1  |
| 30 | Tommy Willems            | NC  | NC  | NC  | NC  | NC  | NC  | NC  | NC  | NC  | NC  | NC  | X   | X   | 7   | NC  | NC  | 4  | 1  | 4   | 1  |
| 31 | William Ghislain         | NC  | NC  | NC  | NC  | X   | NC  | NC  | NC  | NC  | NC  | NC  | NC  | NC  | NC  | NC  | NC  | 4  | 0  | 4   | 0  |
| 31 | William Ghislain         | NC  | NC  | NC  | NC  | NC  | NC  | NC  | NC  | NC  | NC  | X   | NC  | X   | 5   | NC  | NC  | 4  | 0  | 4   | 0  |
| 32 | Tanguy Cosyns            | 4   | 3   | NC  | 6 · | NC  | NC  | NC  | NC  | 5 · | X   | NC  | 5   | X   | 4   | 4   | 4 · | 15 | 4  | 131 | 0  |
| 32 | Tanguy Cosyns            | 4   | 10  | NC  | NC  | NC  | NC  | NC  | NC  | NC  | NC  | NC  | X   | NC  | 9   | NC  | 4   | 15 | 4  | 131 | 0  |
| 33 | Thibeau Stockbroekx      | NC  | NC  | NC  | NC  | 6   | NC  | NC  | NC  | NC  | NC  | NC  | NC  | NC  | NC  | NC  | NC  | 2  | 0  | 2   | 0  |
| 33 | Thibeau Stockbroekx      | NC  | NC  | NC  | NC  | NC  | NC  | NC  | NC  | NC  | NC  | X   | NC  | NC  | NC  | NC  | NC  | 2  | 0  | 2   | 0  |
| 34 | Tobias Biekens           | NC  | NC  | NC  | NC  | 6   | NC  | NC  | NC  | NC  | NC  | NC  | NC  | NC  | NC  | NC  | NC  | 2  | 0  | 2   | 0  |
| 34 | Tobias Biekens           | NC  | NC  | NC  | NC  | NC  | NC  | NC  | NC  | NC  | NC  | 7   | NC  | NC  | NC  | NC  | NC  | 2  | 0  | 2   | 0  |
| 35 | Mathieu Weyers           | NC  | NC  | NC  | NC  | X   | NC  | NC  | NC  | NC  | NC  | NC  | NC  | NC  | NC  | NC  | NC  | 2  | 0  | 2   | 0  |
| 35 | Mathieu Weyers           | NC  | NC  | NC  | NC  | NC  | NC  | NC  | NC  | NC  | NC  | NC  | 7   | NC  | NC  | NC  | NC  | 2  | 0  | 2   | 0  |
| 36 | Lewis Eaton              | NC  | NC  | NC  | NC  | X   | NC  | NC  | NC  | NC  | NC  | NC  | NC  | NC  | NC  | NC  | NC  | 3  | 0  | 3   | 0  |
| 36 | Lewis Eaton              | NC  | NC  | NC  | NC  | NC  | NC  | NC  | NC  | NC  | NC  | X   | X   | NC  | NC  | NC  | NC  | 3  | 0  | 3   | 0  |
| 37 | Olivier Biekens          | NC  | NC  | NC  | NC  | 5   | NC  | NC  | NC  | NC  | NC  | NC  | NC  | NC  | NC  | NC  | NC  | 2  | 0  | 2   | 0  |
| 37 | Olivier Biekens          | NC  | NC  | NC  | NC  | NC  | NC  | NC  | NC  | NC  | NC  | NC  | NC  | X   | NC  | NC  | NC  | 2  | 0  | 2   | 0  |
| 38 | Romain Delavignette      | NC  | NC  | NC  | NC  | X   | NC  | NC  | NC  | NC  | NC  | NC  | NC  | NC  | NC  | NC  | NC  | 3  | 0  | 3   | 0  |
| 38 | Romain Delavignette      | NC  | NC  | NC  | NC  | NC  | NC  | NC  | NC  | NC  | NC  | X   | NC  | X   | NC  | NC  | NC  | 3  | 0  | 3   | 0  |
| 39 | Maxime Loots             | NC  | NC  | NC  | NC  | X   | NC  | NC  | NC  | NC  | NC  | NC  | NC  | NC  | NC  | NC  | NC  | 2  | 0  | 2   | 0  |
| 39 | Maxime Loots             | NC  | NC  | NC  | NC  | NC  | NC  | NC  | NC  | NC  | NC  | NC  | NC  | 7   | NC  | NC  | NC  | 2  | 0  | 2   | 0  |
| 40 | Nelson Onana             | NC  | NC  | NC  | NC  | X   | NC  | NC  | NC  | NC  | NC  | NC  | NC  | NC  | NC  | NC  | NC  | 2  | 0  | 2   | 0  |
| 40 | Nelson Onana             | NC  | NC  | NC  | NC  | NC  | NC  | NC  | NC  | NC  | NC  | NC  | NC  | 6   | NC  | NC  | NC  | 2  | 0  | 2   | 0  |
| 41 | Daan Drijver             | NC  | NC  | NC  | NC  | NC  | NC  | NC  | NC  | NC  | NC  | NC  | NC  | NC  | NC  | NC  | NC  | 1  | 0  | 1   | 0  |
| 41 | Daan Drijver             | NC  | NC  | NC  | NC  | NC  | NC  | NC  | NC  | NC  | NC  | NC  | NC  | X   | NC  | NC  | NC  | 1  | 0  | 1   | 0  |
| 42 | Benjamin Pierre          | NC  | NC  | NC  | NC  | NC  | NC  | NC  | NC  | NC  | NC  | NC  | NC  | NC  | NC  | NC  | NC  | 0  | 0  | 0   | 0  |
| 42 | Benjamin Pierre          | NC  |     |     |     |     |     |     |     |     |     |     |     |     |     |     |     | 0  | 0  | 0   | 0  |
| 43 | Charles Masset           | NC  | NC  | NC  | NC  | NC  | NC  | NC  | NC  | NC  | NC  | NC  | NC  | NC  | NC  | NC  | NC  | 0  | 0  | 0   | 0  |
| 43 | Charles Masset           | NC  |     |     |     |     |     |     |     |     |     |     |     |     |     |     |     | 0  | 0  | 0   | 0  |
| 44 | Timothy Luyten           | NC  | NC  | NC  | NC  | NC  | NC  | NC  | NC  | NC  | NC  | NC  | NC  | NC  | NC  | NC  | NC  | 1  | 0  | 1   | 0  |
| 44 | Timothy Luyten           | NC  | NC  | NC  | NC  | NC  | NC  | NC  | NC  | NC  | NC  | NC  | X   | NC  | NC  | NC  | NC  | 1  | 0  | 1   | 0  |
| 45 | Loïc Sidler              | NC  | NC  | NC  | NC  | NC  | NC  | NC  | NC  | NC  | NC  | NC  | NC  | NC  | NC  | NC  | NC  | 2  | 0  | 2   | 0  |
| 45 | Loïc Sidler              | NC  | NC  | NC  | NC  | NC  | NC  | NC  | NC  | NC  | NC  | X   | X   | NC  | NC  | NC  | NC  | 2  | 0  | 2   | 0  |
| 46 | Emile Esquelin           | NC  | NC  | NC  | NC  | NC  | NC  | NC  | NC  | NC  | NC  | NC  | NC  | NC  | NC  | NC  | NC  | 2  | 0  | 2   | 0  |
| 46 | Emile Esquelin           | NC  | NC  | NC  | NC  | NC  | NC  | NC  | NC  | NC  | NC  | 5   | NC  | X   | NC  | NC  | NC  | 2  | 0  | 2   | 0  |
| 47 | Achille de Chaffoy       | NC  | NC  | NC  | NC  | NC  | NC  | NC  | NC  | NC  | NC  | NC  | NC  | NC  | NC  | NC  | NC  | 1  | 0  | 1   | 0  |
| 47 | Achille de Chaffoy       | NC  | NC  | NC  | NC  | NC  | NC  | NC  | NC  | NC  | NC  | NC  | NC  | 5   | NC  | NC  | NC  | 1  | 0  | 1   | 0  |
| 48 | Henri Raes               | NC  | NC  | NC  | NC  | NC  | NC  | NC  | NC  | NC  | NC  | NC  | NC  | NC  | NC  | NC  | NC  | 2  | 0  | 2   | 0  |
| 48 | Henri Raes               | NC  | NC  | NC  | NC  | NC  | NC  | NC  | NC  | NC  | NC  | 4   | NC  | X   | NC  | NC  | NC  | 2  | 0  | 2   | 0  |
| 49 | Maxime Deplus            | NC  | NC  | NC  | NC  | NC  | NC  | NC  | NC  | NC  | NC  | NC  | NC  | NC  | NC  | NC  | NC  | 2  | 0  | 2   | 0  |
| 49 | Maxime Deplus            | NC  | NC  | NC  | NC  | NC  | NC  | NC  | NC  | NC  | NC  | NC  | 5   | X   | NC  | NC  | NC  | 2  | 0  | 2   | 0  |
| 50 | Roman Duvekot            | NC  | NC  | NC  | NC  | NC  | NC  | NC  | NC  | NC  | NC  | NC  | NC  | NC  | NC  | NC  | NC  | 1  | 0  | 1   | 0  |
| 50 | Roman Duvekot            | NC  | NC  | NC  | NC  | NC  | NC  | NC  | NC  | NC  | NC  | 5   | NC  | NC  | NC  | NC  | NC  | 1  | 0  | 1   | 0  |
| 51 | Gaetan Dykmans           | NC  | NC  | NC  | NC  | NC  | NC  | NC  | NC  | NC  | NC  | NC  | NC  | NC  | NC  | NC  | NC  | 1  | 0  | 1   | 0  |
| 51 | Gaetan Dykmans           | NC  | NC  | NC  | NC  | NC  | NC  | NC  | NC  | NC  | NC  | NC  | 5   | NC  | NC  | NC  | NC  | 1  | 0  | 1   | 0  |
| 52 | Dylan Englebert          | NC  | NC  | NC  | NC  | NC  | NC  | NC  | NC  | NC  | NC  | NC  | NC  | NC  | NC  | NC  | NC  | 1  | 0  | 1   | 0  |
| 52 | Dylan Englebert          | NC  | NC  | NC  | NC  | NC  | NC  | NC  | NC  | NC  | NC  | NC  | 6   | NC  | NC  | NC  | NC  | 1  | 0  | 1   | 0  |